# Kadambas
Kadambas – gaun wikas samiti w środkowej części Nepalu  w strefie Bagmati w dystrykcie Sindhupalchowk. Według nepalskiego spisu powszechnego z 2001 roku liczył on 695 gospodarstw domowych i 3780 mieszkańców (1969 kobiet i 1811 mężczyzn).